# Basilicata
Basilicata (äldre namn: Lucania) är en region i södra Italien. Huvudort är Potenza. Regionen hade cirka 540 000 invånare (2022), på en yta av 10 073 km². Basilicata är uppdelad i två provinser: Potenza och Matera.
Basilicata gränsar till Kampanien i väster, Apulien i öster och norr, Kalabrien i söder, och har förutom en kort kustremsa vid Tyrrenska havet även en kust vid Tarantobukten i Joniska havet i sydost.

## Geografi
Regionen är bergig, och den högsta punkten är Monte Pollino (2 233 m ö.h.) i bergsmassivet Pollino. Monte Vulture, som är belägen i det nordvästra hörnet, är en utsläckt vulkan (1 330 m ö.h.). På grund av den bergiga terrängen har kommunikationen i regionen varit besvärlig fram till den moderna teknikens genombrott. Basilicata var förr i tiden ett av Italiens minst utvecklade områden. Stora emigrantströmmar medförde att befolkningen växte med endast 12 procent under 1900-talet, vilket är den långsammaste befolkningsökningen i hela Italien. Basilicata var också en av Italiens fattigaste regioner, men blev avsevärt rikare efter att man påträffat olja i området.
Basilicata är indelat i två provinser, Potenza och Matera.

## Historia
Under romarrikets tid kallades området Lucania och styrdes ihop med området Bruttium, nuvarande Kalabrien, som låg söder om Lucania. Tillsammans utgjorde de den tredje augustianska regionen.Området kallades Lucania efter folket lucani (lukanerna) som invaderade det i mitten av 400-talet f.Kr. och drev ut de infödda stammarna till den mer svårtillgängliga bergiga delen av området. Kusterna på båda sidor ockuperades av mäktiga grekiska kolonier som en del av Magna Graecia.[källa behövs] Den mesta befolkning i Lucania fanns i floddalarna och i bäcken. Det fanns få städer.
Lukanerna var indragna i strider med den grekiska kolonin Taras, och Alexander I av Epirus, som hade ryckt in på Taras sida år 326 f.Kr. och därmed lagt grunden till det epirusiska inflytandet på Magna Graecia.
Titus Livius skrev att Lucania ingick en allians med Rom år 298 f.Kr. Det romerska inflytandet stärktes genom kolonierna Venusia (291 f.Kr.), Paestum (grekiska Poseidonia, återuppbyggt 273 f.Kr.), och framför allt romerska Tarentum (återuppbyggt 272 f.Kr.). Lucanierna förlorade emellertid på att välja den förlorande sidan i de krig som utspelade sig på den italienska halvön där Rom deltog. De ingick stundtals allianser med Rom, men var oftare inblandade i stridigheter mot det växande imperiet, under de samnitiska krigen. När Pyrrhus landsteg i Italien år 281 f.Kr. var lucanierna bland de första som tog hans sida, vilket innebar att de, efter att han hastigt begav sig iväg, utsattes för en tioårig undertryckningskampanj (272 f.Kr.). Fiendskapen höll i sig; de anslöt sig till Hannibal under det andra puniska kriget (216 f.Kr.), och Lucania skövlades av båda sidor under ett flertal krigskampanjer. Området återhämtade sig aldrig från dessa katastrofer, och förfall följaktligen under romerskt styre. Det slutgiltiga slaget kom med bundsförvantskriget (91–88 f.Kr.). Under Strabons tid hade de grekiska kuststäderna förlorat sin tidigare ställning, folkmängden minskade, jordbruket försämrades och malarian blev ett stort problem. En stor del av området förvandlades till betesmarker, och bergen täcktes av skog, där vildsvin, björnar och vargar kunde leva.

## Bildgalleri

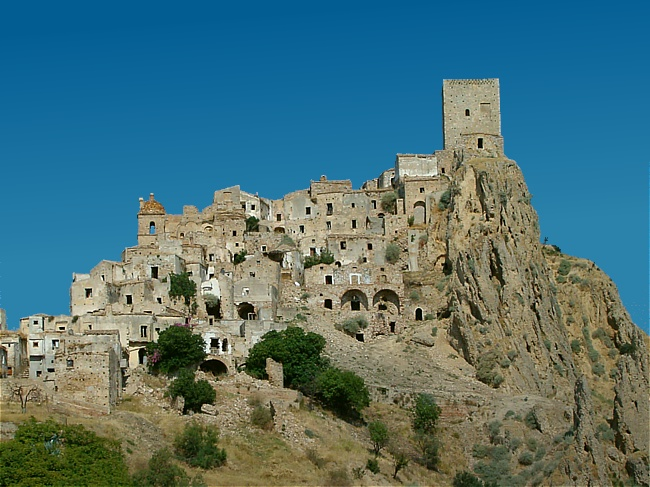
Craco.
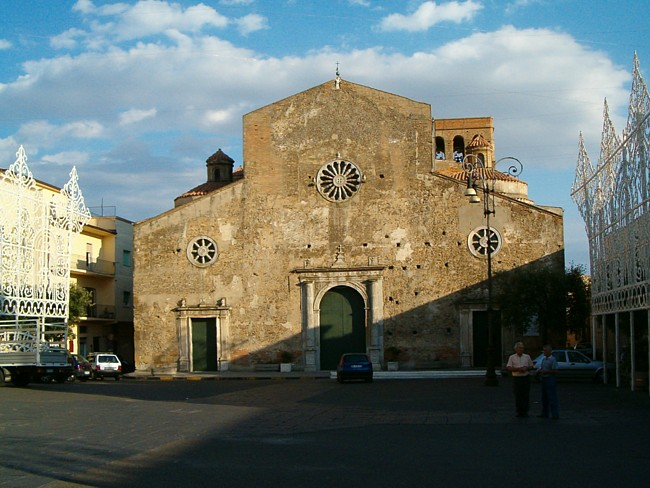
Ferrandina.
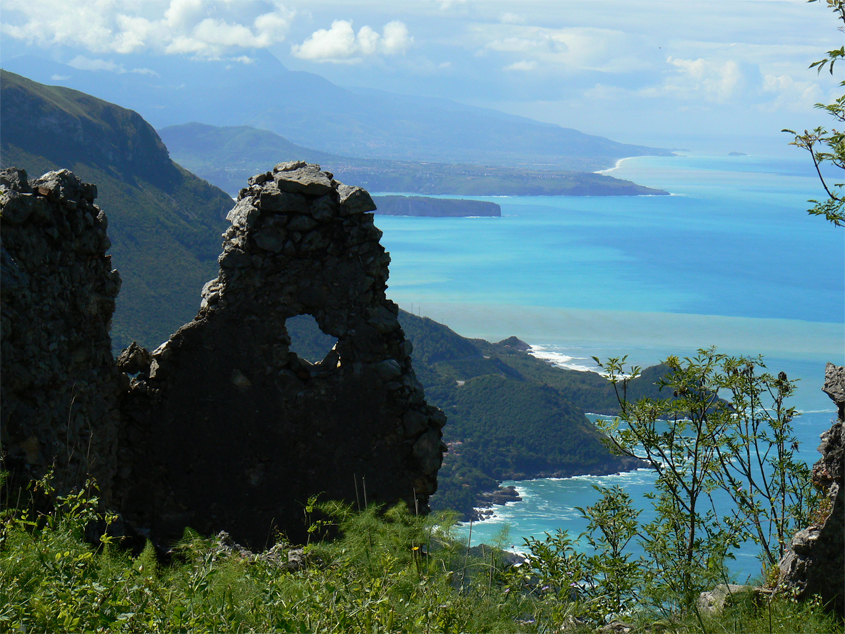
Maratea.
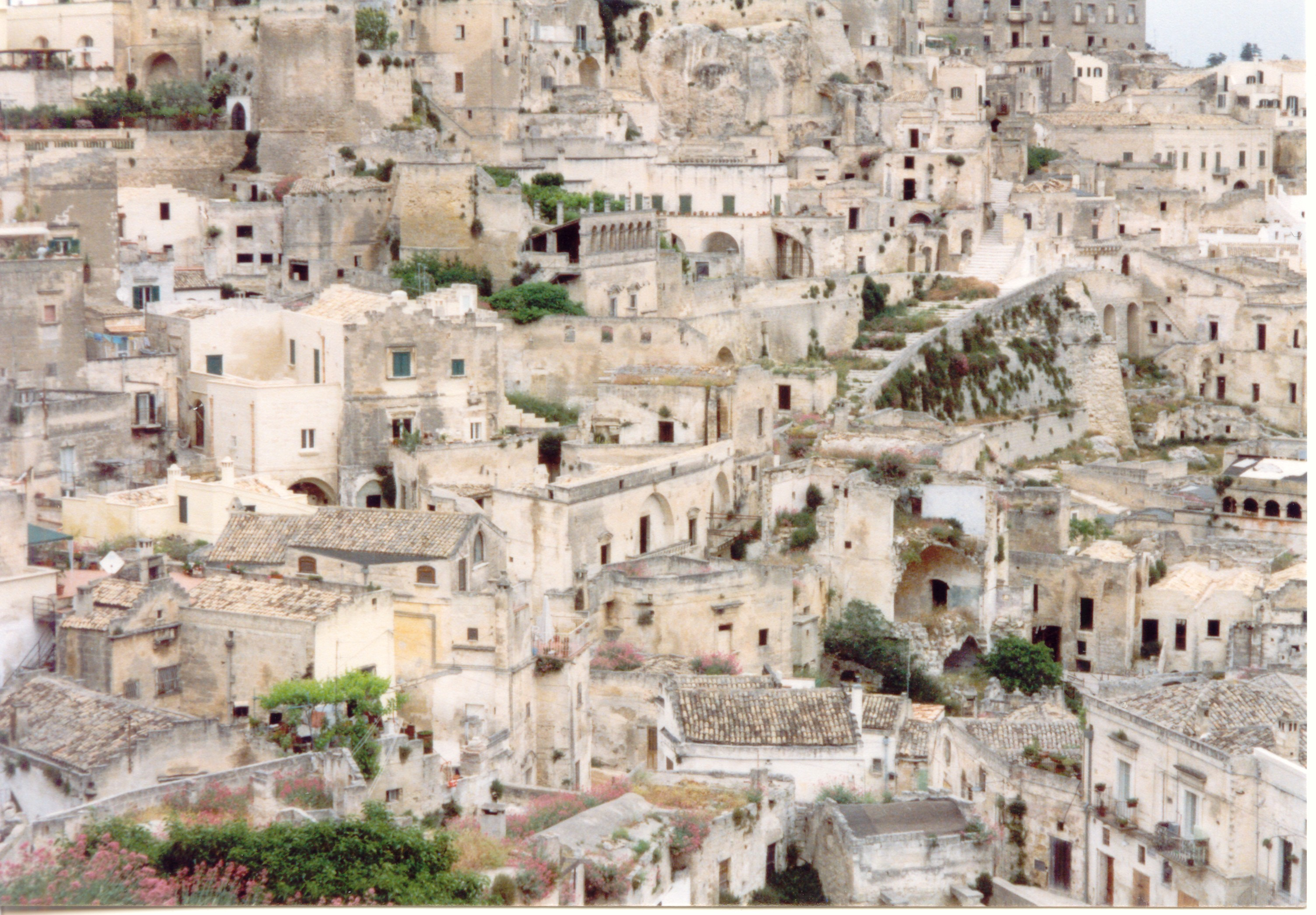
Matera.
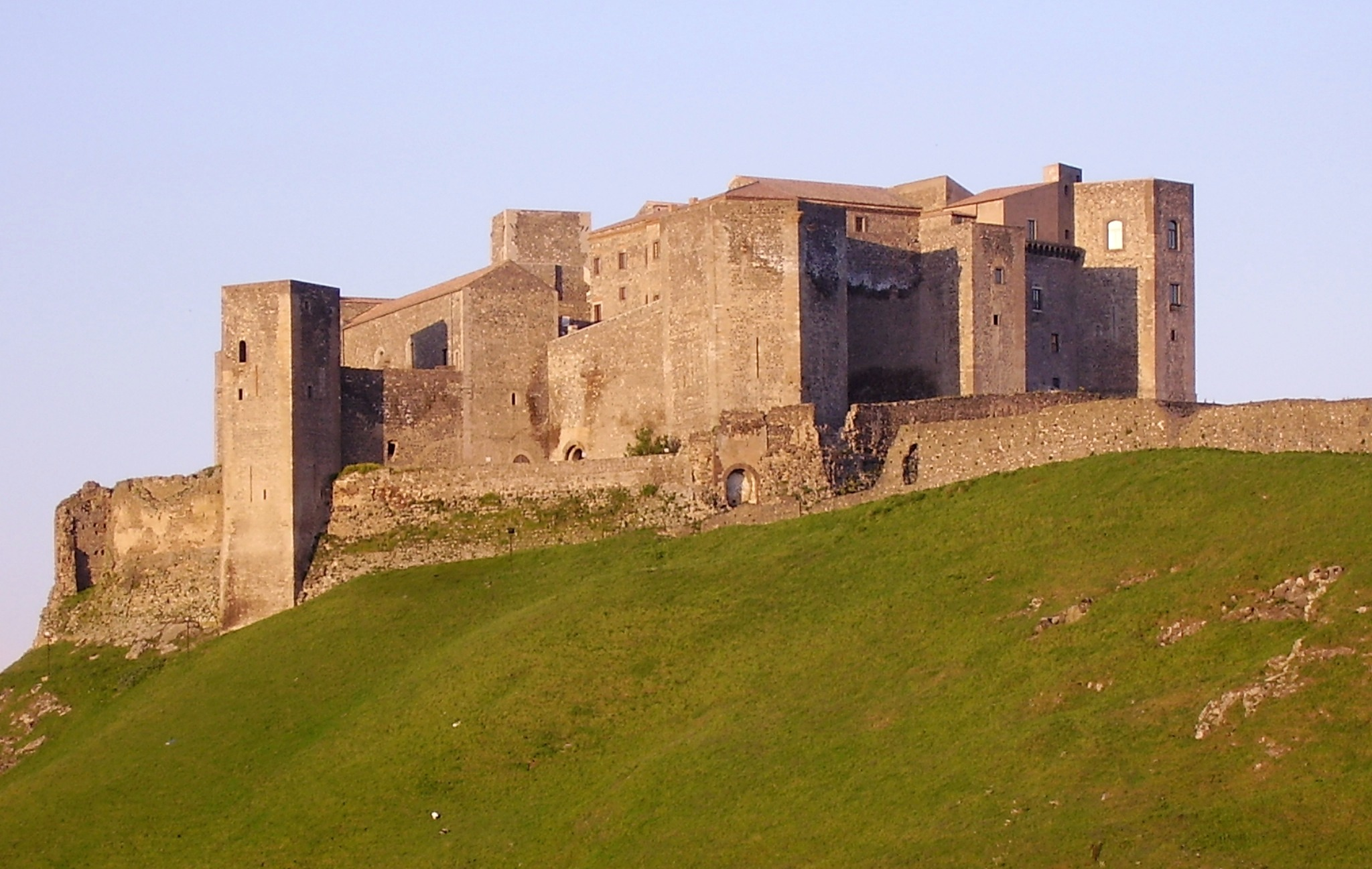
Slottet Melfi.
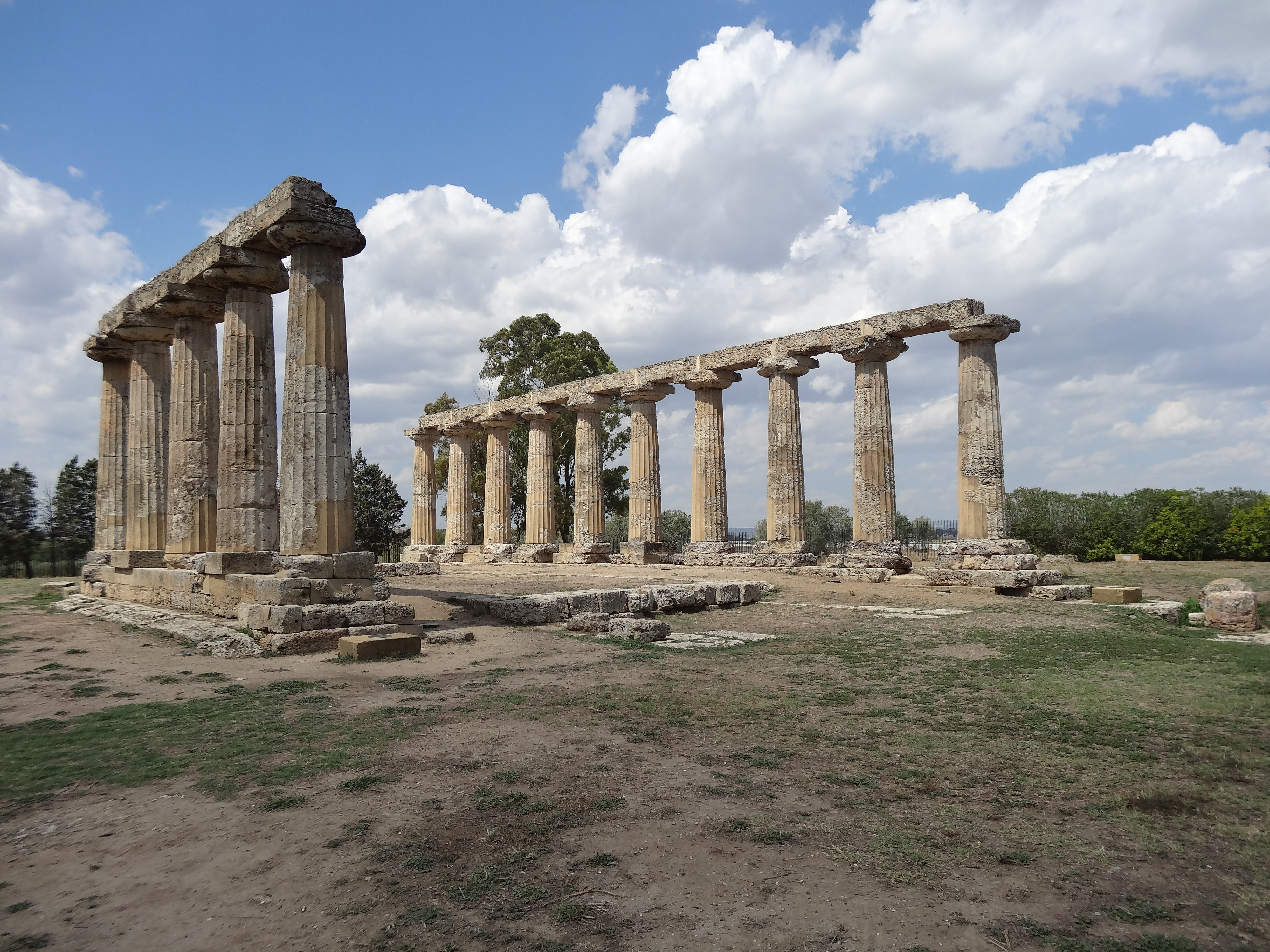
Metapontum.
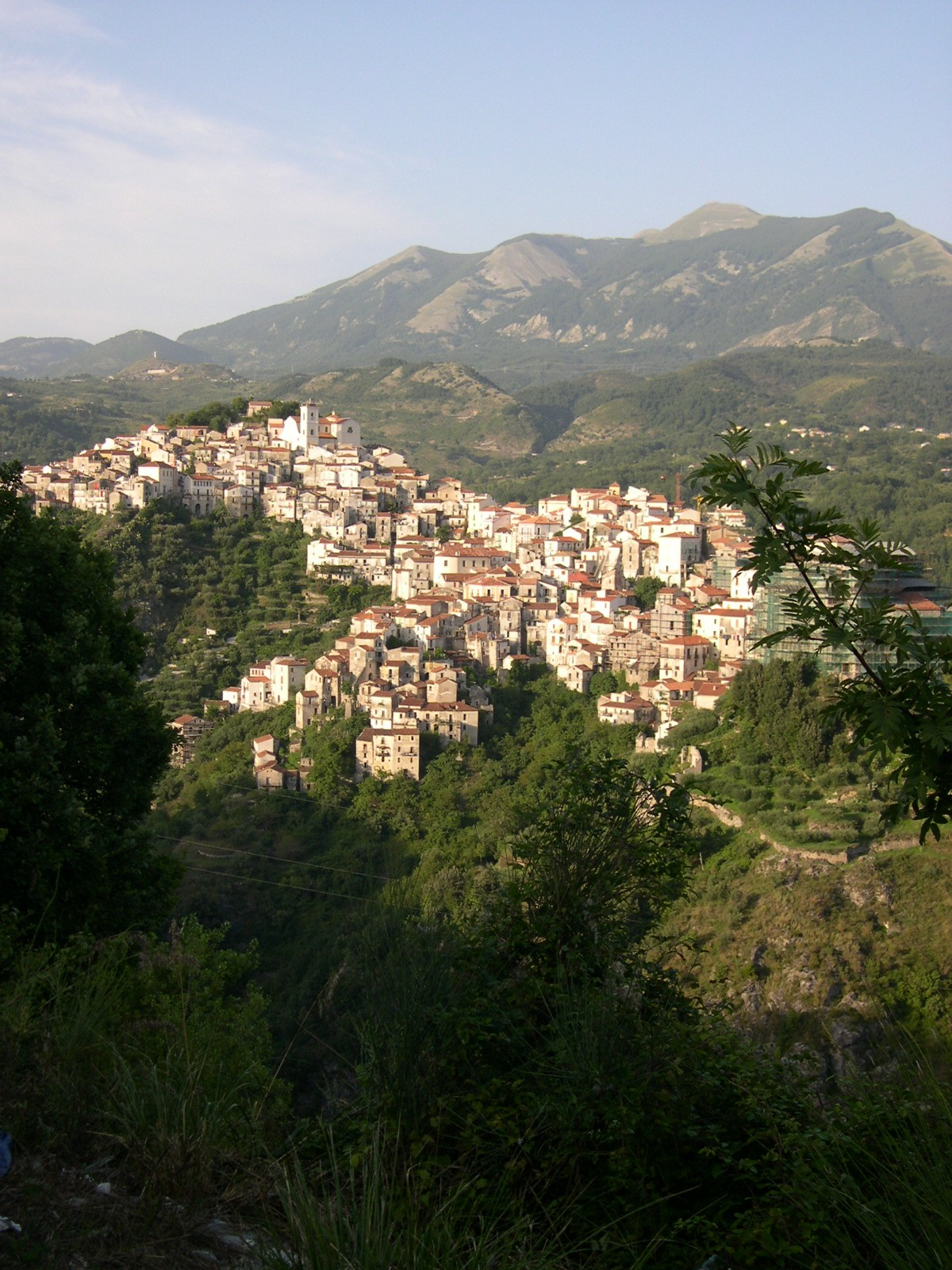
Rivello.
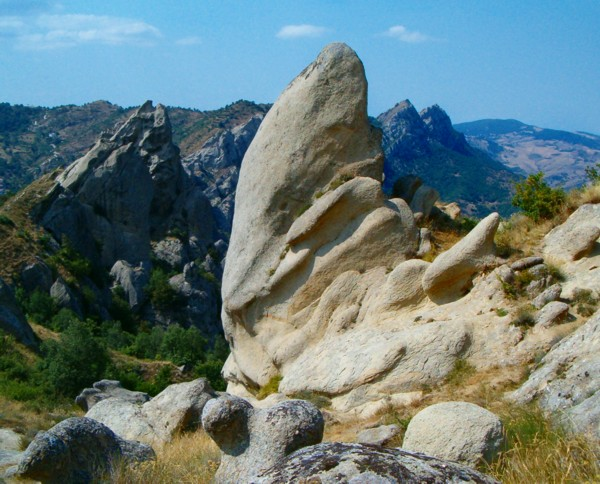
Dolomiti Lucane.
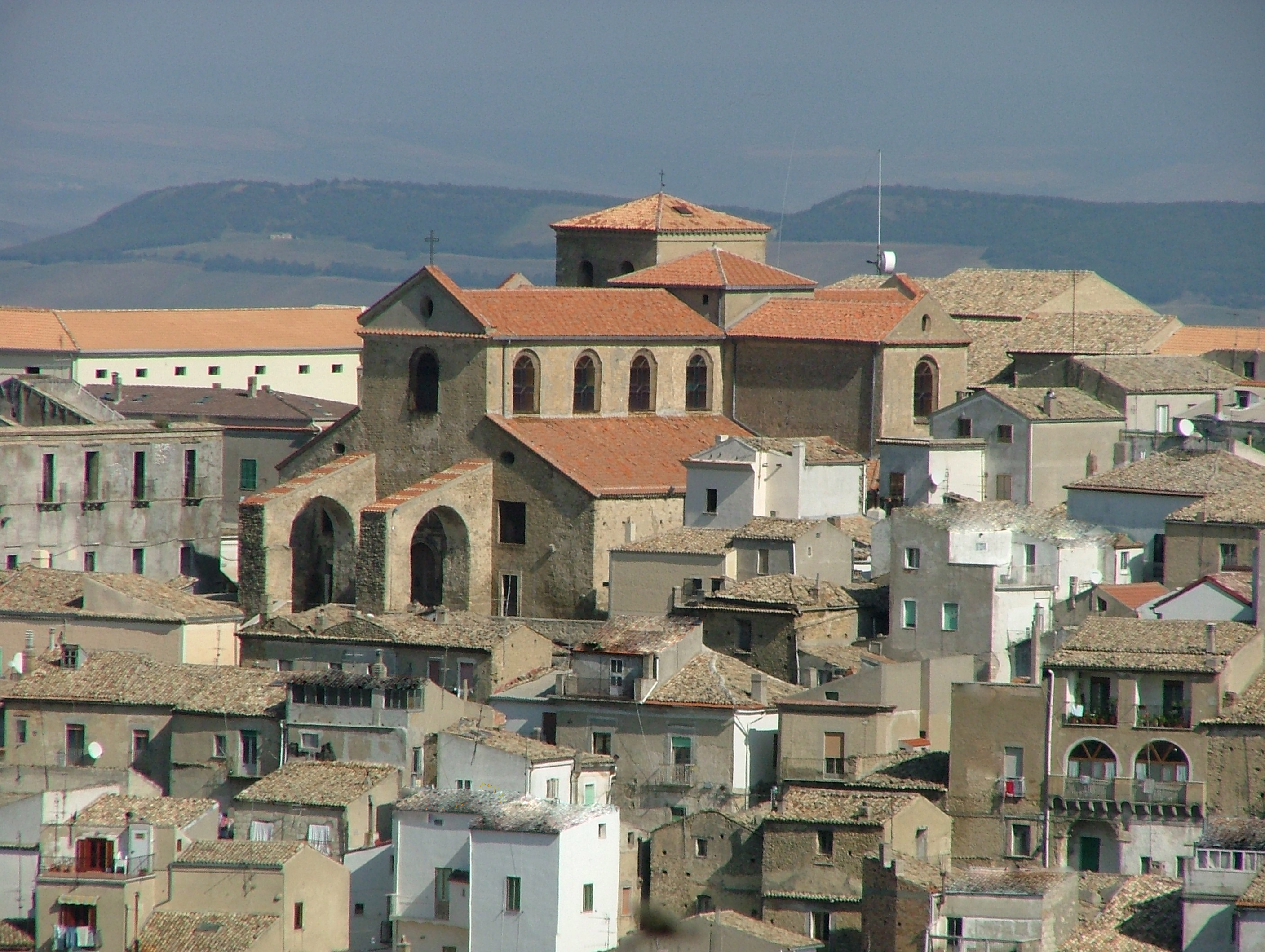
Tricaricos katedral.